# 鉄道要覧
鉄道要覧（てつどうようらん）は、日本の国土交通省（2000年度までは運輸省）鉄道局が監修し、株式会社電気車研究会・鉄道図書刊行会が発行する、日本の鉄道・軌道・索道事業の営業内容をまとめた要覧であり、日本の鉄道を概観するうえで最も基礎的な資料の一つである。以前は民鉄要覧、さらに以前は私鉄要覧と称していた。
なお、日本の官営鉄道（最終のものは日本国有鉄道）が発行していた、官営鉄道（国有鉄道）のみを対象とする統計ダイジェスト版においても「鉄道要覧」の名称が用いられていたが、直接的な関係はない（後述）。

## 歴史
1922年版または1923年版の『地方鉄道一覧』『軌道一覧』が起源とされる。両書は1928年版から統合され『地方鉄道軌道一覧』となった。当初は数年おきに1回作成される不定期刊であった。戦後は『私鉄要覧』に改題し、1947年版と1948年版が作成され、1950年代前半の加除式を経て1957年度版より年刊となった。私鉄監督行政の業務用という位置づけであったため一般には提供されていなかったが、発行元が電気車研究会・鉄道図書刊行会に移った1970年度版より一般にも頒布されるようになる。その後1977年度版から『民鉄要覧』に改題し、1990年度版から現在の『鉄道要覧』に改題している。
以下に発行者の移り変わりを示す。
- 地方鉄道一覧 : 大正14年6月1日調 （鉄道省監督局,1925年）,doi:10.11501/1914901
- 地方鉄道・軌道一覧 昭和11年版 （鉄道時報局,1936年）, doi:10.11501/1022418
- 私鉄要覧 昭和33年度版 （日本法制資料出版社,1958年）, doi:10.11501/2455719
- 私鉄要覧 昭和41年度版 （電気車研究会鉄道図書刊行会,1966年）,doi:10.11501/2522063
- 民鉄要覧 昭和52年度（鉄道図書刊行会,1977年）, doi:10.11501/11939853
- 鉄道要覧 1991年度（電気車研究会, 1991年）,国立国会図書館書誌ID:000000093905（1990年度版は国立国会図書館未収蔵）

## 閲覧・入手可能な場所
日本の公共図書館には、置いてあることが多い。2019年現在、私鉄要覧 昭和33 - 39年度版、41 - 45年度版については国立国会図書館においてデジタル化されており、「図書館向けデジタル化資料送信サービス」参加図書館等で閲覧が可能である。
一般書店では置いていないことが多いが、大型書店では扱っているところもある。『令和5年度 鉄道要覧』の定価は 6,800円（本体 6,182円）である。

## 記載内容について

### 専用鉄道
平成7年（1995年）度版までは専用鉄道の路線がいくつか掲載されていたが、全路線は網羅しておらず、翌平成8年（1996年）度版からは掲載されなくなった。

### 線路名称
鉄道要覧に記載される鉄道路線の名称（線路名称）は、各事業者における制定名称等と異なることがある。
- JRグループについては、国鉄が分割民営化された際に策定された「日本国有鉄道の事業等の引き継ぎ並びに権利及び義務の承継等に関する基本計画」[3]と一致している。
- 公営地下鉄の線区については、路線名称を「審議会等における計画呼称（数字の「n号線」）・地名等による線名」の順に併記しており、これらは地方公共団体が条例・規則等で定める路線名称とは必ずしも同一でない。
  - 東京都営地下鉄「浅草線」は、同要覧では「1号線/浅草線」（註 : “ / ”は改行を指す。以下、本節 において同じ）と表記されるが、「東京都交通局告示」による正式名称は単に「浅草線」である。
  - 名古屋市営地下鉄「鶴舞線」は、同要覧では「3号線/鶴舞線」と表記されるが、名古屋市の「規程」で同線を「第3号線」と定め、旅客案内には愛称の「鶴舞線」を使用する。

## 官営鉄道の鉄道要覧
なお以下は官営鉄道（鉄道院、鉄道省などの国有鉄道を所管する官庁や日本国有鉄道）によって発行された、官営鉄道（国有鉄道）のみを対象とする統計である。
- 鐵道要覽 大正七年（鉄道院, 1918年）,doi:10.11501/1909878
- 鐵道要覽 大正12年度（鉄道省, 1923年）, doi:10.11501/3456467
- 鉄道要覧 昭和20年度（運輸省鉄道総局, 1945年）,doi:10.11501/8798353
- 鉄道要覧 昭和23年度（日本国有鉄道経理局統計課, 1948年）,doi:10.11501/8798355
- 鉄道要覧 昭和32年度（日本国有鉄道事務管理統計部, 1957年）,doi:10.11501/8798364